# 阿古達角
65°2′S 63°41′W / 65.033°S 63.683°W

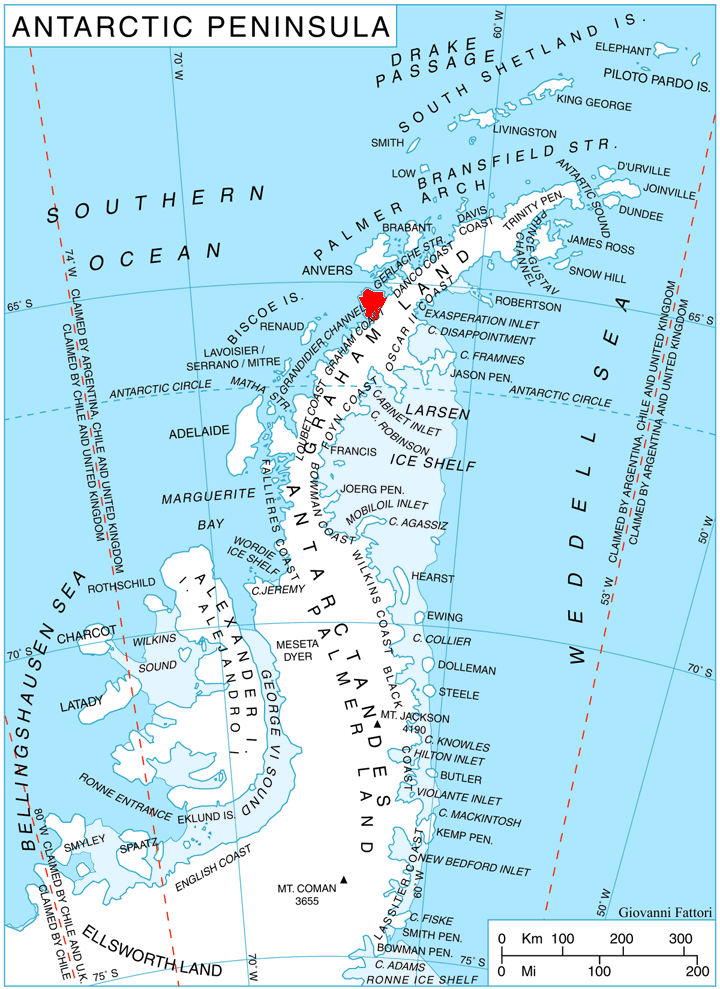

阿古達角（德語：Aguda Point）是南極洲的海岬，位於葛拉漢地的基輔半島東北岸，處於希登灣入口處的東部，由比利時探險隊繪入地圖，現時由南極條約體系管理。

## 外部連結
- SCAR Composite Gazetteer of Antarctica（页面存档备份，存于）.